# Vlag van Bertogne
De vlag van Bertogne is op 17 december 2002 bij raadsbesluit vastgesteld als de vlag van de gemeente Bertogne in de Belgische provincie Luxemburg. De vlag kan als volgt worden beschreven:
Blauw, met een oversnijdend geel kruis ter breedte van 1/6 van de hoogte van de vlag, en met vijf gele kruizen in elk kwartier in saltire geplaatst.
De vlag werd pas op 17 juni 2003 bevestigd door de Franse Gemeenschapsregering. De vlag is volledig gebaseerd op het gemeentewapen en ziet er dus helemaal hetzelfde uit.
Op 2 december 2024 is Bertogne samengegaan met de gemeente Bastenaken. De vlag is daardoor als gemeentevlag komen te vervallen.